# Steilkopjes
De steilkopjes (Cryptocephalus) vormen een geslacht van kevers uit de familie van de bladkevers (Chrysomelidae).
De wetenschappelijke naam van het geslacht werd in 1762 gepubliceerd door Etienne Louis Geoffroy.

## Soorten
- Cryptocephalus acutesternalis Medvedev, 1978
- Cryptocephalus ajeschae Schoeller, 2006
- Cryptocephalus albolineatus Suffrian, 1847
- Cryptocephalus alborzensis Rapilly, 1980
- Cryptocephalus alesi Medvedev & Bezdek, 2001
- Cryptocephalus alnicola Costa, 1885
- Cryptocephalus alpigradus Lopatin, 1982
- Cryptocephalus andrewsi Riley & Gilbert, 1999
- Cryptocephalus androgyne Marseul, 1875
- Cryptocephalus anticus Suffrian, 1848
- Cryptocephalus apicalis Gebler, 1830
- Cryptocephalus aquitanus Sassi, 2001
- Cryptocephalus asturiensis Heyden, 1870
- Cryptocephalus atrifrons Abeille, 1901
- Cryptocephalus atriplicis Lopatin, 1967
- Cryptocephalus aureolus Suffrian, 1847
- Cryptocephalus australobispinus Riley & Gilbert, 1999
- Cryptocephalus ayvazi Gok & Sassi, 2002
- Cryptocephalus baeticus Suffrian, 1847
- Cryptocephalus bahadur Lopatin, 1984
- Cryptocephalus bahilloi Lopez-Colon, 2003
- Cryptocephalus bameuli Duhaldeborde, 1999
- Cryptocephalus barii Burlini, 1948
- Cryptocephalus baroniurbanii Lopatin, 1982
- Cryptocephalus beckeri F. Morawitz, 1860
- Cryptocephalus bhutana Medvedev & Sprecher-Uebersax, 1997
- Cryptocephalus bicolor Eschscholtz, 1818
- Cryptocephalus bifurcatus Kimoto & Gressitt, 1981
- Cryptocephalus biguttatus Scopoli, 1763
- Cryptocephalus biguttulus Suffrian, 1848
- Cryptocephalus biledjekensis Pic, 1909
- Cryptocephalus bilineatus Linnaeus, 1767
- Cryptocephalus bimaculatus Fabricius, 1781
- Cryptocephalus biondii Sassi & Regalin, 1998
- Cryptocephalus bipunctatus Linnaeus, 1758
- Cryptocephalus blanduloides Normand, 1947
- Cryptocephalus bohemius Drapiez, 1819
- Cryptocephalus boreoindicus Lopatin, 1995
- Cryptocephalus borowieci Warchalowski, 1999
- Cryptocephalus brancuccii Lopatin, 1984
- Cryptocephalus buettikeri Lopatin, 1979
- Cryptocephalus cantabricus Franz, 1958
- Cryptocephalus carinthiacus Suffrian, 1884
- Cryptocephalus carpathicus Frivaldszky, 1883
- Cryptocephalus castilianus Weise, 1894
- Cryptocephalus celtibericus Suffrian, 1848
- Cryptocephalus chrysopus Gmelin, 1790
- Cryptocephalus cicatricosus Lucas, 1845
- Cryptocephalus cognatus Costa, 1888
- Cryptocephalus connexus G. A. Olivier, 1807
- Cryptocephalus conterraneus Lopatin, 2003
- Cryptocephalus convergens Sassi, 2001
- Cryptocephalus cordiger Linnaeus, 1758
- Cryptocephalus coronatus Suffrian, 1847
- Cryptocephalus coryli Linnaeus, 1758
- Cryptocephalus corynetes Warchalowski, 1999
- Cryptocephalus corynthius Pic, 1914
- Cryptocephalus crassus G. A. Olivier, 1791
- Cryptocephalus cremeus Tan, 1988
- Cryptocephalus crenatus Wollaston, 1854
- Cryptocephalus creticus Suffrian, 1847
- Cryptocephalus cristula Dufour, 1843
- Cryptocephalus cruciger Hellen, 1922
- Cryptocephalus curvilinea G. A. Olivier, 1808
- Cryptocephalus cyanipes Suffrian, 1847
- Cryptocephalus cynarae Suffrian, 1847
- Cryptocephalus czwalinae Weise, 1882
- Cryptocephalus daccordii Biondi, 1995
- Cryptocephalus danieli Clavareau, 1913
- Cryptocephalus decemmaculatus Linnaeus, 1758
- Cryptocephalus dentisternus Medvedev & Samoderzhenkov, 1987
- Cryptocephalus dinae Lopatin & Chikatunov, 1999
- Cryptocephalus distinguendus Schneider, 1792
- Cryptocephalus dogueti Bourdonne, 1994
- Cryptocephalus downiei Riley & Gilbert, 1999
- Cryptocephalus duplicatus Suffrian, 1845
- Cryptocephalus eberti Kimoto, 2004
- Cryptocephalus egenus Tang, 1992
- Cryptocephalus ejimai Takizawa, 1990
- Cryptocephalus elegantulus Gravenhorst, 1807
- Cryptocephalus elkhalidii Lopatin, 1983
- Cryptocephalus elongatus Germar, 1824
- Cryptocephalus equiseti Costa, 1888
- Cryptocephalus erberi Lopatin, 1991
- Cryptocephalus ergenensis F. Morawitz, 1863
- Cryptocephalus eridani Sassi, 2001
- Cryptocephalus eroshkinae Medvedev & Samoderzhenkov, 1987
- Cryptocephalus espanoli Burlini, 1965
- Cryptocephalus etruscus Sassi, 1995
- Cryptocephalus evae Lopatin, 2002
- Cryptocephalus excisus Seidlitz, 1872
- Cryptocephalus exiguus Schneider, 1792
- Cryptocephalus falzonii Burlini, 1956
- Cryptocephalus fasciatointerruptus Berti & Rapilly, 1979
- Cryptocephalus flavicaudis Tang, 1992
- Cryptocephalus flavicollis Fabricius, 1781
- Cryptocephalus flavipes Fabricius, 1781
- Cryptocephalus flexuosus Krynicki, 1834
- Cryptocephalus floralis Krynicki, 1834
- Cryptocephalus floribundus Suffrian, 1866
- Cryptocephalus foveatus Medvedev, 2003
- Cryptocephalus freidbergi Lopatin & Chikatunov, 1997
- Cryptocephalus frenatus Laicharting, 1781
- Cryptocephalus frontalis Marsham, 1802
- Cryptocephalus fulvus Goeze, 1777
- Cryptocephalus furvicornis Tang, 1992
- Cryptocephalus gabbari Schoeller, 2005
- Cryptocephalus gamma Herrich-Schaeffer, 1829
- Cryptocephalus gangaridus Lopatin, 1979
- Cryptocephalus gialaiensis Medvedev & Samoderzhenkov, 1987
- Cryptocephalus globicollis Suffrian, 1847
- Cryptocephalus gorbunovi Medvedev, 1999
- Cryptocephalus gridellii Burlini, 1950
- Cryptocephalus grohmanni Suffrian, 1848
- Cryptocephalus hakonensis Takizawa, 1982
- Cryptocephalus hanungus Medvedev & Samoderzhenkov, 1987
- Cryptocephalus hartmanni Medvedev, 2003
- Cryptocephalus haucki Medvedev & Bezdek, 2001
- Cryptocephalus heinigi Warchalowski, 1999
- Cryptocephalus helobius Tang, 1992
- Cryptocephalus hirticollis Suffrian, 1847
- Cryptocephalus hohuanshanus Kimoto, 1996
- Cryptocephalus hopei Medvedev & Sprecher-Uebersax, 1997
- Cryptocephalus hypochaeridis Linnaeus, 1758
- Cryptocephalus ilicis G. A. Olivier, 1808
- Cryptocephalus imperialis Laicharting, 1781
- Cryptocephalus impressipygus Ogloblin, 1956
- Cryptocephalus incisus Tang, 1992
- Cryptocephalus infirmior Kraatz, 1876
- Cryptocephalus informis Suffrian, 1847
- Cryptocephalus ingamma Pic, 1908
- Cryptocephalus janthinus Germar, 1824
- Cryptocephalus jocularius Normand, 1947
- Cryptocephalus kabaki Lopatin, 2002
- Cryptocephalus kabakovi Medvedev, 1978
- Cryptocephalus katranus Lopatin & Chikatunov, 1997
- Cryptocephalus kermanicus Lopatin, 1979
- Cryptocephalus khajami Lopatin, 1980
- Cryptocephalus kharazii Berti & Rapilly, 1979
- Cryptocephalus klarae Lopatin, 1990
- Cryptocephalus kopetzi Medvedev, 2003
- Cryptocephalus korotyaevi Medvedev, 1980
- Cryptocephalus krutovskyi Jacobson, 1900
- Cryptocephalus kuznetzovi Medvedev, 1992
- Cryptocephalus labiatus Linnaeus, 1761
- Cryptocephalus lactineus Tang, 1992
- Cryptocephalus laetus Fabricius, 1792
- Cryptocephalus laevicollis Gebler, 1830
- Cryptocephalus lanpingensis Tang, 1992
- Cryptocephalus laoticus Medvedev, 2004
- Cryptocephalus lateralis Suffrian, 1863
- Cryptocephalus lederi Weise, 1889
- Cryptocephalus lentiginosus Tang, 1992
- Cryptocephalus leonhardi Breit, 1918
- Cryptocephalus limarius Lopatin, 1984
- Cryptocephalus limbifer Seidlitz, 1867
- Cryptocephalus lineellus Suffrian, 1849
- Cryptocephalus linnavuorii Lopatin, 1986
- Cryptocephalus lividimanus Suffrian, 1851
- Cryptocephalus loebli Sassi, 1997
- Cryptocephalus lopatianus Medvedev & Sprecher-Uebersax, 1997
- Cryptocephalus lopatini Iablokoff-Khnzorian, 1983
- Cryptocephalus lopatini Medvedev, 1978
- Cryptocephalus loreyi Solier, 1837
- Cryptocephalus lostiai Burlini, 1951
- Cryptocephalus lucidus Rapilly, 1980
- Cryptocephalus ludingensis Tang, 1992
- Cryptocephalus luridicollis Suffrian, 1868
- Cryptocephalus lusitanicus Suffrian, 1847
- Cryptocephalus macellus Suffrian, 1860
- Cryptocephalus macilentus Lopatin, 2001
- Cryptocephalus magnus Kimoto & Gressitt, 1981
- Cryptocephalus majoricensis de la Fuente, 1918
- Cryptocephalus margaritae Lopatin, 1997
- Cryptocephalus marginatus Fabricius, 1781
- Cryptocephalus marginellus G. A. Olivier, 1791
- Cryptocephalus mariae Rey, 1851
- Cryptocephalus mayeti Marseul, 1878
- Cryptocephalus maytreiae Lopatin, 1979
- Cryptocephalus meridiobrunneus Schoeller, 2002
- Cryptocephalus micheli Medvedev & Sprecher-Uebersax, 1997
- Cryptocephalus modestus Suffrian, 1848
- Cryptocephalus moniliformis Lopatin, 1980
- Cryptocephalus moraei Linnaeus, 1758
- Cryptocephalus moroderi Pic, 1914
- Cryptocephalus mroczkowskii Warchalowski, 1997
- Cryptocephalus muellerianus Burlini, 1955
- Cryptocephalus mystacatus Suffrian, 1848
- Cryptocephalus nanus Tang, 1992
- Cryptocephalus natalliae Lopatin, 1997
- Cryptocephalus nigellus Lopatin & Chikatunov, 1999
- Cryptocephalus nigrobasalis Kimoto & Gressitt, 1981
- Cryptocephalus nigroflavus Lopatin, 2004
- Cryptocephalus nitidicollis Wollaston, 1864
- Cryptocephalus nitidulus Fabricius, 1787
- Cryptocephalus nitidus Linnaeus, 1758
- Cryptocephalus nubigena Franz, 1982
- Cryptocephalus numidicus Bourdonne, 1994
- Cryptocephalus obliteratifer Pic, 1900
- Cryptocephalus ocellatus Drapiez, 1819
- Cryptocephalus ochroleucus Fairmaire, 1859
- Cryptocephalus octoguttatus Linnaeus, 1767
- Cryptocephalus octomaculatus Rossi, 1790
- Cryptocephalus octopunctatus Scopoli, 1763
- Cryptocephalus ohnoi Kimoto, 1983
- Cryptocephalus omanicus Medvedev, 1996
- Cryptocephalus orotschena Jacobson, 1926
- Cryptocephalus ozbeki Aslan & Warchalowski, 1998
- Cryptocephalus pachlatkoi Medvedev & Sprecher-Uebersax, 1997
- Cryptocephalus paganensis Pic, 1914
- Cryptocephalus pallifrons Gyllenhaal, 1813
- Cryptocephalus palmensis Franz, 1982
- Cryptocephalus paphlagonius Sassi & Kismali, 2000
- Cryptocephalus parvulus O.F. Müller, 1776
- Cryptocephalus paulomaculatus Kimoto & Gressitt, 1981
- Cryptocephalus pedatus Tang, 1992
- Cryptocephalus penguensis Lopatin, 1991
- Cryptocephalus pexicollis Suffrian, 1847
- Cryptocephalus pini Linnaeus, 1758
- Cryptocephalus planifrons Weise, 1882
- Cryptocephalus plantaris Suffrian, 1868
- Cryptocephalus podager Seidlitz, 1867
- Cryptocephalus pokharensis Medvedev & Sprecher-Uebersax, 1999
- Cryptocephalus politus Suffrian, 1853
- Cryptocephalus pominorum Burlini, 1956
- Cryptocephalus populi Suffrian, 1848
- Cryptocephalus potanini Lopatin, 2001
- Cryptocephalus prasolovi Lopatin, 1992
- Cryptocephalus praticola Weise, 1889
- Cryptocephalus primarius Harold, 1872
- Cryptocephalus prusias Suffrian, 1853
- Cryptocephalus przewalskii Lopatin, 1997
- Cryptocephalus pseudoexsulans Lopatin, 1982
- Cryptocephalus pseudolusitanicus Arnold, 1938
- Cryptocephalus pubescens Medvedev, 1996
- Cryptocephalus pulchellus Suffrian, 1848
- Cryptocephalus puncticollis Wollaston, 1864
- Cryptocephalus punctiger Paykull, 1799
- Cryptocephalus pushtunicus Lopatin, 1981
- Cryptocephalus pusillus Fabricius, 1777
- Cryptocephalus pygmaeus Fabricius, 1792
- Cryptocephalus quadriguttatus Richter, 1820
- Cryptocephalus quadripunctatus G. A. Olivier, 1808
- Cryptocephalus quadripustulatus Gyllenhaal, 1813
- Cryptocephalus quatuordecimmaculatus Schneider, 1792
- Cryptocephalus querceti Suffrian, 1848
- Cryptocephalus quinquepunctatus Scopoli, 1763
- Cryptocephalus ragusanus Roubal, 1912
- Cryptocephalus ramburii Suffrian, 1847
- Cryptocephalus rastegari Rapilly, 1980
- Cryptocephalus reitteri Weise, 1882
- Cryptocephalus renatae Sassi, 2001
- Cryptocephalus rufipes Goeze, 1777
- Cryptocephalus rufofasciatus Solsky, 1882
- Cryptocephalus rugicollis G. A. Olivier, 1791
- Cryptocephalus sagamensis Tomov, 1982
- Cryptocephalus sagittifer Lopatin, 1997
- Cryptocephalus sagittimaculatus Tang, 1992
- Cryptocephalus saliceti Zebe, 1855
- Cryptocephalus samniticus Leonardi & Sassi, 2001
- Cryptocephalus samuelsoni Lopatin, 1997
- Cryptocephalus sarbazicus Lopatin, 1980
- Cryptocephalus sareptanus F. Morawitz, 1863
- Cryptocephalus saryarkensis Medvedev & Kulenova, 1980
- Cryptocephalus sassii Lopatin, 1999
- Cryptocephalus saucius Truqui, 1852
- Cryptocephalus saudiensis Lopatin, 1983
- Cryptocephalus scapularis Suffrian, 1848
- Cryptocephalus scarificollis Lopatin, 1984
- Cryptocephalus schaefferi Schrank, 1789
- Cryptocephalus schoelleri Medvedev & Bezdek, 2001
- Cryptocephalus scutemaculatus (Tang, 1992)
- Cryptocephalus seductus Lopatin, 1995
- Cryptocephalus semivittatus Medvedev & Samoderzhenkov, 1987
- Cryptocephalus senguptai Lopatin, 1997
- Cryptocephalus sericeus Linnaeus, 1758
- Cryptocephalus sexpunctatus Linnaeus, 1758
- Cryptocephalus sexpustulatus Villers, 1789
- Cryptocephalus siamensis Kimoto & Gressitt, 1981
- Cryptocephalus sichuanicus Lopatin, 1999
- Cryptocephalus siedei Warchalowski, 2001
- Cryptocephalus signatifrons Suffrian, 1847
- Cryptocephalus similis Tang, 1992
- Cryptocephalus simoni Weise, 1882
- Cryptocephalus singhalus Lopatin, 1995
- Cryptocephalus solivagus Leonardi & Sassi, 2001
- Cryptocephalus spangleri Lopatin, 1997
- Cryptocephalus srilankus Lopatin, 1995
- Cryptocephalus stragula Rossi, 1794
- Cryptocephalus strigosus Germar, 1824
- Cryptocephalus subdeserticola Berti & Rapilly, 1979
- Cryptocephalus subnepalensis Lopatin, 1982
- Cryptocephalus subruber Rapilly, 1980
- Cryptocephalus subtigrinus Berti & Rapilly, 1979
- Cryptocephalus sulphureus G. A. Olivier, 1808
- Cryptocephalus surdus Rapilly, 1980
- Cryptocephalus tainguensis Medvedev & Samoderzhenkov, 1987
- Cryptocephalus tamaricis Solsky, 1867
- Cryptocephalus tamdaoensis Medvedev & Samoderzhenkov, 1987
- Cryptocephalus tardus Weise, 1888
- Cryptocephalus tenuelimbatus Lopatin, 1995
- Cryptocephalus terolensis Pic, 1908
- Cryptocephalus tetraspilus Suffrian, 1851
- Cryptocephalus therondi Franz, 1949
- Cryptocephalus tibialis Brisout, 1866
- Cryptocephalus tramuntanae Petitpierre, 1993
- Cryptocephalus transiens Franz, 1949
- Cryptocephalus trapezicollis Lindberg, 1953
- Cryptocephalus tricolor Rossi, 1792
- Cryptocephalus trimaculatus Rossi, 1790
- Cryptocephalus tristigma Charpentier, 1825
- Cryptocephalus tshorumae Tomov, 1984
- Cryptocephalus turcicus Suffrian, 1847
- Cryptocephalus undulatus Suffrian, 1854
- Cryptocephalus validicornis Lindberg, 1953
- Cryptocephalus vanharteni Schoeller, 2006
- Cryptocephalus variceps Weise, 1884
- Cryptocephalus variegatus Fabricius, 1781
- Cryptocephalus villosulus Suffrian, 1847
- Cryptocephalus violaceus Laicharting, 1781
- Cryptocephalus virens Suffrian, 1847
- Cryptocephalus vittatus Fabricius, 1775
- Cryptocephalus vividus Lopatin, 1997
- Cryptocephalus wittmerorum Lopatin, 1995
- Cryptocephalus yemenicus Lopatin, 1999
- Cryptocephalus yoshimotoi Kimoto & Gressitt, 1981
- Cryptocephalus zejensis Mikhailov, 2000
- Cryptocephalus zhongdianensis Tang, 1992
- Cryptocephalus zinicus Lopatin, 2004
- Cryptocephalus zoiai Sassi, 2001